# Rainer G. Rümmler

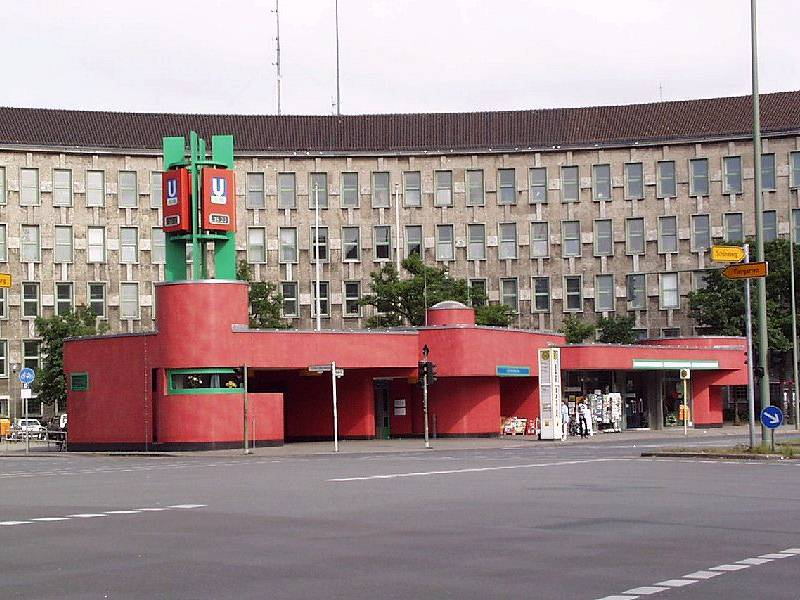
Fabbricato d'ingresso alla stazione della metropolitana di Fehrbelliner Platz a Berlino-Wilmersdorf

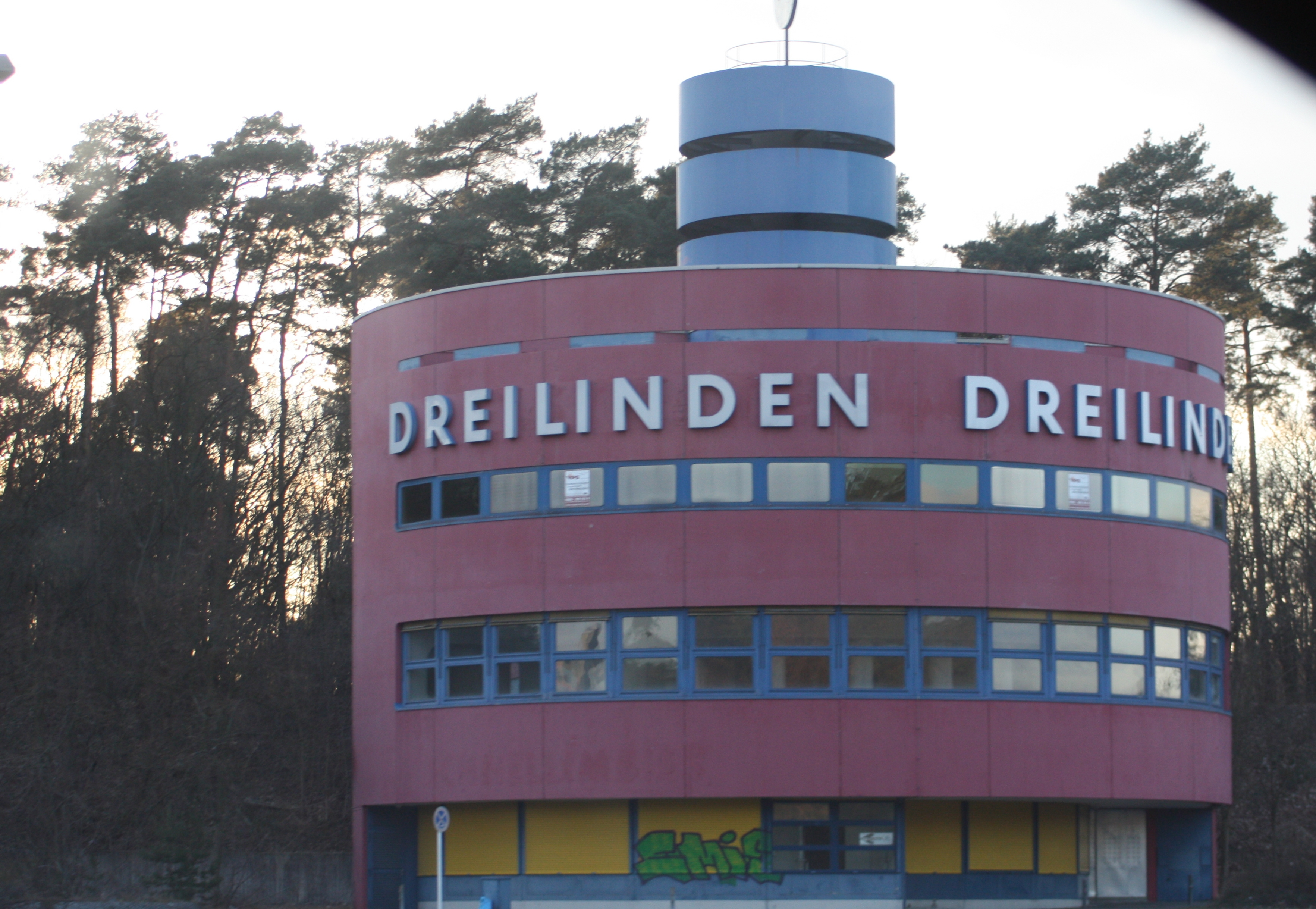
area di servizio autostradale di Dreilinden a Berlino-Zehlendorf

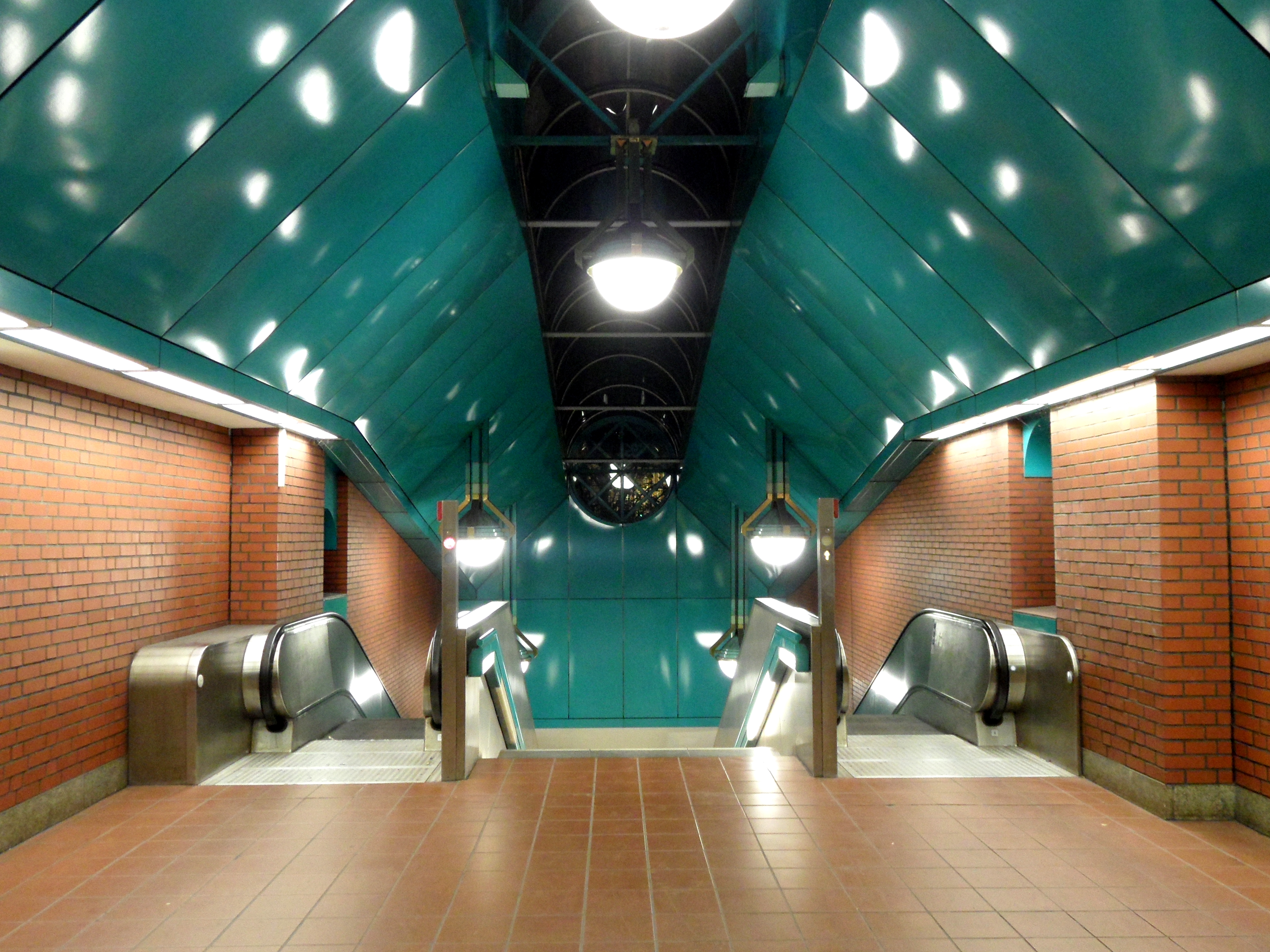
stazione della metropolitana di Rathaus Reinickendorf a Berlino-Reinickendorf

Reinhard Erich Gerhard Rümmler (Lipsia, 2 luglio 1929 – Berlino, 16 maggio 2004) è stato un architetto tedesco, noto per aver progettato molte stazioni della metropolitana di Berlino.

## Biografia
Nato a Lipsia, studiò architettura dal 1948 al 1954 presso l'Università Tecnica di Berlino.
Dopo lo studio venne assunto presso l'amministrazione cittadina, dove curò la costruzione di vari edifici pubblici; dal 1964 al 1994 fu a capo del settore progetti dell'ufficio edilizio comunale ("Leiter der Entwurfsabteilung der Senatsbauverwaltung").
Della sua opera si ricordano in particolare le numerose stazioni della metropolitana da lui progettate sulle linee 6, 7, 8 e 9.
Scomparve nel 2004 e venne sepolto al cimitero "In den Kisseln" nel quartiere berlinese di Spandau.

## Opere principali
- 1953-55 scuola superiore della Siemensstadt a Berlino-Spandau
- 1960 padiglione di Berlino nel giardino franco-tedesco "Im Deutschmülental" a Saarbrücken
- 1961-64 centro parrocchiale cattolico "Mater Dolorosa" a Berlino-Lankwitz
- 1963-66 istituto farmaceutico dell'Università libera di Berlino a Berlino-Dahlem
- 1963-65 caserma dei pompieri a Berlino-Wittenau
- 1964 stazione di polizia a Berlino-Moabit
- 1964-66 stazione della metropolitana di Mehringdamm a Berlino-Kreuzberg
- 1965-70 deposito della metropolitana a Berlino-Britz
- 1966 ufficio finanziario a Berlino-Wedding
- 1966 stazione della metropolitana di Alt-Tempelhof a Berlino-Tempelhof[1]
- 1967-70 stazione della metropolitana di Fehrbelliner Platz a Berlino-Wilmersdorf[2]
- 1969 centro balneare a Berlino-Zehlendorf (demolito)
- 1970 stazione della metropolitana di Johannisthaler Chaussee a Berlino-Rudow[1]
- 1969-71 area di servizio autostradale di Dreilinden a Berlino-Zehlendorf
- 1971 stazione della metropolitana di Friedrich-Wilhelm-Platz a Berlino-Friedenau[2]
- 1969-72 stazione della metropolitana di Rudow a Berlino-Rudow[1]
- 1969-73 stazione della metropolitana di Rathaus Steglitz a Berlino-Steglitz[2]
- 1970-76 stazione della metropolitana di Osloer Straße a Berlino-Wedding
- 1972 disegno di un idrante stradale per la città di Berlino
- 1973 caserma dei pompieri a Berlino-Wannsee
- 1975 ufficio finanziario a Berlino-Reinickendorf
- 1978 stazione della metropolitana di Bismarckstraße a Berlino-Charlottenburg[3]
- 1978 stazione della metropolitana di Jungfernheide a Berlino-Charlottenburg[3]
- 1978 stazione della metropolitana di Konstanzer Straße a Berlino-Wilmersdorf[3]
- 1978 stazione della metropolitana di Richard-Wagner-Platz a Berlino-Charlottenburg[3]
- 1978 stazione della metropolitana di Wilmersdorfer Straße a Berlino-Charlottenburg[3]
- 1979 centro giovanile a Berlino-Zehlendorf
- 1982 parcheggio multipiano allo Stabholzgarten, Berlino-Spandau
- 1982 centro professionale a Berlino-Wittenau
- 1984 stazione della metropolitana di Altstadt Spandau a Berlino-Spandau[4]
- 1984 stazione della metropolitana di Haselhorst a Berlino-Haselhorst[5]
- 1984 stazione della metropolitana di Paulsternstraße a Berlino-Siemensstadt[5]
- 1984 stazione della metropolitana di Rathaus Spandau a Berlino-Spandau[4]
- 1984 stazione della metropolitana di Zitadelle a Berlino-Haselhorst[4]
- 1987 stazione della metropolitana di Franz-Neumann-Platz a Berlino-Reinickendorf
- 1988 caserma dei pompieri a Berlino-Kladow
- 1990 stazione di Buckower Chaussee a Berlino-Lichtenrade
- 1994 stazione della metropolitana di Lindauer Allee a Berlino-Reinickendorf
- 1994 stazione della metropolitana di Rathaus Reinickendorf a Berlino-Reinickendorf
- 1994 "Spazio del silenzio" alla Porta di Brandeburgo a Berlino-Mitte